# Alschbächel
Das Alschbächel ist ein knapp zwei Kilometer langer Wasserlauf im südpfälzischen Wasgau (Rheinland-Pfalz) und ein rechter Zufluss der Lauter, die hier, an ihrem Oberlauf, noch Wieslauter genannt wird.

## Geographie

### Verlauf
Das Alschbächel entsteht im Wasgau westlich vom Alschberg (430,4 m ü. NHN) aus drei Quellästen. Der Hauptquellast entspringt  auf einer Höhe von 327 m ü. NHN südlich des Hasenkopfs (423,8 m ü. NHN).
Nach dem Zusammenfluss der Quelläste läuft der vereinigte Bach am Südrand des Alschberges in Richtung Osten und wird dann nach gut einen halben Kilometer durch den Abfluss der Kehr dich an nichts Quelle gespeist.
Das Alschbächel mündet schließlich nahe der deutsch-französischen Grenze und unweit der Siebenteilbrücke auf einer Höhe von 174 m ü. NHN von rechts in die aus den Norden kommende Wieslauter.
Der 1,78 km lange Lauf des Alschbächel endet ungefähr 153 Höhenmeter unterhalb seiner Quelle, es hat somit ein mittleres Sohlgefälle von etwa 86 ‰.

### Einzugsgebiet
Das 1,576 km² große Einzugsgebiet des Alschbächel liegt im Oberen Mundatwald und wird durch es über die Lauter und den Rhein zur Nordsee entwässert.
Es grenzt
- im Süden an das Einzugsgebiet des Lauterbachs der in  die Lauter mündet;
- im Nordwesten  an das des Bachs aus dem Klaffental, der ebenfalls in die Lauter mündet und
- ansonsten an das der Lauter.

Fast das gesamte Einzugsgebiet ist bewaldet und die höchste Erhebung ist der Alschberg.